# Cycasis rubiginosa
Cycasis rubiginosa är en stekelart som först beskrevs av Johann Ludwig Christian Gravenhorst 1829.  Cycasis rubiginosa ingår i släktet Cycasis och familjen brokparasitsteklar. Arten är reproducerande i Sverige. Inga underarter finns listade i Catalogue of Life.